# Рене Леріш
Рене Леріш (повне ім'я Анрі Марі Рене Леріш; 12 жовтня 1879, Роанні (Луарі) — 28 грудня 1955, Кассісі (Буш-дю-Рон) — французький хірург і фізіолог.
Він був фахівцем у сфері болю, судинної хірургії і симпатичного стовбура. Він сенсибілізував багатьох, які були знівечені під час Першої світової війни, він був першим, хто був зацікавлений в вивченні болю і в практикуванні малоінвазивної хірургії з настільки невеликою зоною втручання, наскільки це можливо. Два симптоми названі на його честь: альгоневродистрофія й аорто-клубова облітерація. У нього було багато учнів, зокрема Майкл Елліс ДеБейкі (Michael E. DeBakey), Jão Cid dos Santos, René Fontaine та Jean Kunlino.

## Біографія
Рене Леріш походив з родини ліонських лікарів, його батько Ернест Леріш вивчав юриспруденцію в Парижі, а його мати Ганна Чамуссі походила із заможної родини ліонських ткачів. Рене Леріш — третя дитина з семи братів і сестер. Він брат французького скульптора Марка Леріша.
Рене навчався у коледжі, 1893 року здобув ступінь бакалавра з риторики. Тоді він вирішує  слідувати стопами свого двоюрідного діда, до Військової академії Сен-Сір, щоб зробити військову кар'єру. У березні 1894 р. він змінив свою думку і написав своїм батькам, що хоче стати хірургом. Він завершив ступінь бакалавра філософії для вступу на факультет наук в Ліоні в листопаді, і готувався до ФХП (фізика, хімія, природничі науки). У 1899—1900 роках Леріш проходив військову службу в 98-й піхотному полку. Він був інтерном в 1902 році, потім доктором медичних наук, підтримуючи тезу про метод хірургічної резекції при лікуванні раку шлунка в 1906 році, під керівництвом Антоніна Понсе. У Ліоні він подружився з Алексісом Каррелєм (Alexis Carrel), якого він пізніше зустрів у Нью-Йорку. Рене Леріш одружився з Луїзою Хеліот Каленборн 27 вересня 1910 року в Ліоні. Його дружина родом із німецької католицької сім'ї. Вона також була лікаркою і стала найближчою соратницею Рене Леріша.

## Перша Світова Війна
На початку війни, він був направлений працювати в хірургічному автомобілі швидкої допомоги в Вогезі. Після короткого візиту в Крей до сортувальної та регуляційної лікарні, він був призначений лікарем в Panthéon госпіталі. Потім він працює в Російському госпіталі у готелі Карлтон. У квітні 1917 року, бажаючи протягом тривалого часу повернутися на фронт, Рене Леріш приєднався до Роберта Пруста і його команди авто-чір (АСА n о 17). Ліонський гістолог і радіобіолог Claudius Regaud запросив Леріша долучитися до викладання в «Медична школа та військова хірургія»  HOE 4 de Bouleuse, недалеко від Реймса. Ця школа стала відомим центром навчання і підвищення кваліфікації для всіх лікарів і хірургів, які пройшли її, що було вирішено було сформувати групу з новоприбулих американців. Рене Леріш знайшов кілька відомих імен у медицині: блискучий фахівець у торакальній хірургії Жан-Луї Ру-Бергер, Леметр, який залишиться в історії як створювач основних швів для зашивання ран, невролог Жорж Гіллен, ліонський радіолог Thomas Nogier і патологоанатом П'єра Массон. Однак, він підтримував Павла Санті, і вони зробили кафедру переломів і травм суглобів. Молодий лікар, який тільки що приїхав, поспішив до нього назустріч: Жорж Дюамель. З допомогою Павла Санті, Леріш провів дуже велику дослідницьку роботу по остеогенезу і був особливо зацікавлений у лікуванні переломів з експериментами, проведеними на кроликах, і він вже проводить наукові роздуми про роль ваза моторики в місці травми. Це потребує багато гістологічних зрізів і стільки ж рентгенівських знімків або фотографій, але 3,000-місцевий польовий госпіталь допускає це. Він став головним хірургом 28 грудня 1917. Під час війни, ідеєю Леріша було розділяти звичайні білі простирадла, в яких привозили пораненого від простирадл для асептичних хірургічних операційних. Він вибрав синій колір, і хірургічні палати перефарбували в синій колір. Всі простирадла з операційних залів теж стали синіми: операційна білизна, шапочки, маски. Колір згодом був прийнятий у всьому світі, що дозволяє мінімізувати інфекційні зараження.

## Міжвоєнний період
Він став хірургом в госпіталі в Ліоні в 1919 році. Перебування в США дозволило йому зустріти Саймона Флекснера (який виступає за «smooth» хірургію) в Фонді Рокфеллера, а потім Вільяма Халстеда в Балтіморі, але і ряд інших хірургів мали на нього вплив. У 1924 році, він був завідувач кафедри в Університеті Страсбурга. Він ввів важливе поняття не агресивної хірургії. У 1925 році, під час його лекції в хірургічній клініці Університету Страсбурга, він сказав, що операція не повинна обмежуватися корекцією або вилученням анатомічних пошкоджень, а повинна бути спрямована на лікування функціональних розладів.
Він лікував і зробив ампутацію Маршалу Жоффрею.
У 1936 році йому вдалося наслідувати Шарля Ніколя в Коледжі де Франс у Парижі, де займав кафедру експериментальної медицини з 1937 по 1950 рік. Це дозволило йому продовжити свої дослідження, створюючи лабораторії експериментальної хірургії та осмислення його теорії. Фізіології і патології. Леріш стверджував, що «хвороба з'являється насамперед, як функціональне відхилення від норми».

## Друга Світова Війна
Повернувшись в Ліон після перемир'я 22 червня 1940 року, він відмовився від посади міністра охорони здоров'я, яку запропонував йому голова Ради міністрів Франції, Філіп Петен. Він, правда, прийняв президентський Національний Ордена Лікаря, створений в жовтні 1940 року в режимі Віші, який посилив державне контроль організації медичної служби, підтримував numerus clausus  (обмеження частки представників якоїсь групи населення в загальній кількості студентів навчальних закладів. Такі обмеження можуть мати расове, національне чи релігійне підґрунтя) в медичній сфері, та зіграв важливу роль у виключенні єврейських лікарів, шляхами доносів і особливо за рахунок процесу спустошуючих «вільних» практик. Через кілька років після війни, він сказав, що він пішов, тому що він не згоден з директивою держави. Він виправдовував своє ставлення, заявивши, як і інші захисники, що режим служив щитом проти окупантів. Як і багато людей, які співпрацювали з Віші, він був сильно стурбований і мінімізував свою участь.

## Післявоєнний період
При звільненні Франції, він був виключений з офіційних кіл. Тим не менш, він був обраний членом Академії наук і Національної академії медицини в 1945 році.

## Праці і публікації
- Медичні тези під керівництвом Антонін Понсе, Резекцій шлунка з приводу раку: методика, результати, безпосередні, віддалені результати, Ліон, 1906
- Звання та наукова робота, Ліон, Imprimeries réunies, 1907 (читати онлайн [Архів])
- Про хірургічне лікування перикардіальної симфізу і медіастінального перикардиту, Бюлетень хірургічного товариства Ліона, Париж, Массон, січень 1911 (читати онлайн [Архів])
- Чиста асептика та фізична
- Значення йоду при лікуванні поранень в різних стадіях. Хіміотерапія і фізіотерапія, Бюлетень хірургічного товариства Ліона, Париж, Массон (читати онлайн [архів]), січень–лютий 1916
- З асистентуванням консультанта-хірурга британських сил у Франції, лікування переломів, том 1, Лондонський Університет друку (читати онлайн [архів])
- З асистентуванням консультанта-хірурга британських сил у Франції, лікування переломів, том 2, Лондонський Університет друку (читати онлайн [архів])
- Деякі дослідження на симпатичній періартеріолі, Щорічник з хірургії, жовтень 1921 (читати онлайн [Архів])
- Хірургії симпатичної системи. Показання та результати, Щорічник з хірургії, вересня 1928 року (читати онлайн [Архів])
- Проблеми кістково-суглобових захворювань вазомоторного походження. Гідрартроз і травматичний артрит: Генезис і лікування", "Журнал хірургії кісток і суглобів, 1928 (читати онлайн [Архів])
- Listerian Idea в 1939 році, Британський медичний журнал, 1939 (читати онлайн [Архів])
- Хірургія болю, Париж, Массон & Cie, 1940
- Surgery at the Order of Life, Paris / Aix-les-Bains, O. Zeluck, 1944
- Хірургія, дисципліна знань, Ніцца, Діана Франсез, 1949
- Артеріальні аневризми та артеріовенозні свищі, Париж, Массон & Cie, 1949
- Філософія хірургії, Париж, Фламмаріон, Бібліотека філософських наук, 1951
- Спогади про моє мертве життя, Editions du Seuil, 1956 (ISBN 2020020785)

## Епоніми
- Операція Леріша: симпатична денервація (або симпатектомія) за рахунок артеріальної декортикації для лікування артеріїту нижніх кінцівок.
- Синдром Леріша: тромботична облітерація біфуркації аорти (синдром включає кульшову кульгавість, зменшення пульсу на стегнрвій артерії й еректильну дисфункції).
- Синдром Судека-Леріша або комплексний регіональний больовий синдром (або альгонейродистрофія).
- Класифікації Леріша і Фонтейна: 4 стадії облітеруючого артеріїту нижніх кінцівок

## Цитати
- «Здоров'я — це життя в тиші органів» (1936)
- «Біль не захищає людину. Він зменшує її» (Хірургія і біль, 1940)
- «Дослідження болю веде до гуманної медицини у всіх її проявах» (1944)
- «Кожен хірург носить в собі маленьке кладовище, куди час від часу він ходить помолитися — місце гіркоти і жалю, де він повинен шукати пояснення своїх невдач». Філософія хірургії, 1951
- «Боротьба з болем це зношення … Погоджуватись на страждання — це свого роду повільне самогубство … І є тільки один біль, який легко переноситься, це біль інших.»